# Первое правительство Клемансо
Первое правительство Клемансо — кабинет министров, правивший Францией с 25 октября 1906 года по 20 июля 1909 года, в период Третьей французской республики, в следующем составе:
- Жорж Клемансо — председатель Совета министров и министр внутренних дел;
- Стефан Пишон — министр иностранных дел;
- Жорж Пикар — военный министр;
- Жозеф Кайо — министр финансов;
- Рене Вивиани — министр труда и условий социального обеспечения;
- Эдмон Гуё-Дессень — министр юстиции;
- Гастон Томсон — морской министр;
- Аристид Бриан — министр общественного развития, искусств и культов;
- Жозеф Руау — министр сельского хозяйства;
- Рафаэль Милье-Лакруа — министр колоний;
- Луи Барту — министр общественных работ, почт и телеграфов;
- Гастон Думерг — министр торговли и промышленности.